# Leovigild
Leovigild va ser rei dels visigots entre els anys 568 i 586. Va succeir el seu germà Liuva I, al que havia estat associat el 569. El regnat de Leovigild és conegut mitjançant la Crònica escrita per Joan de Biclar, got catòlic de Scallabis (Santarem), fundador del Monestir de Biclarum, probablement el de Vallclara a Catalunya, i que més tard va ser Bisbe de Gerunda.
Se sap que Leovigild estava casat (es discuteix si la seva dona Teodòsia era romana o goda) i havia tingut dos fills: Hermenegild i Recared. En ser associat al tron pel seu germà vers el 569 va casar en segones noces amb Gosuinda, vídua del rei Atanagild, amb la qual no va tenir fills.
Leovigild va posar ordre en les finances del regne, i va emetre unes noves monedes, diferents de les romanes d'Orient, que mostraven el bust del rei i el seu nom, així com el de la seca on es fabricaven. Leovigild va ser el primer rei que va vestir de manera diferent dels seus súbdits, amb vestuari regis; utilitzava un tron.
Leovigild va revisar el Codi d'Euric, encara que s'ignora a quina data. La seva reforma va tenir vigència entre els gots durant més de setanta anys, mentre els romans van seguir regint-se pel Breviari d'Alaric. No es conserva cap exemplar del Codi, però tres-centes vint-i-quatre lleis es van incloure després en el Codi de Recesvint (cap al 654).
El 573 va associar al tron als seus dos fills, segurament perquè governessin junts a la seva mort (com l'havia governat abans amb el seu germà Liuva I).

## Principi del regnat
Al principi del seu regnat (vers el 569, associat a son germà), Joan de Biclar assegura que el regne havia estat empetitit per nombroses rebel·lions (probablement Còrdova, els governs locals de la part occidental de la Tarraconense, vascons, càntabres i àsturs.

## Guerra contra els romans d'Orient
En primer lloc va combatre contra els romans d'Orient (570), si bé no va obtenir grans èxits. Va prendre Asidona (Medina Sidonia) el 572 i probablement va ocupar o va destruir diversos llogarets pròxims a Baza i a Màlaga, però no va aconseguir expulsar els grecs, que amb tota seguretat van conservar Màlaga, Cartago Nova i altres ciutats, encara que és probable que perdessin Baza doncs un Bisbe d'aquesta ciutat anomenat Teodor, va assistir a l'III Concili de Toledo el 589, sense que entre el 572 i el regnat de Recared (que va combatre els romans d'Orient cap al 599) consti cap altra campanya militar visigoda contra els territoris romans d'Orient.

## Guerra contra Còrdova
Més tard (en el mateix any 572) va prendre la ciutat de Còrdova, rebel o insubmisa, mitjançant un atac nocturn per sorpresa. Les fonts parlen que la ciutat "havia romàs molt de temps en rebel·lió contra els gots" (almenys el període 549 a 572, però que podria significar també una insubmissió, car els visigots consideraven rebels a tots els habitants d'una província que no se'ls sotmetien). La ciutat de Còrdova quedà dominada però a les zones dels voltants, els pagesos, dirigits pels terratinents i el clergat o actuant pel seu propi compte, es van mantenir rebels al poder visigot. Després d'una penosa campanya, Leovigild va aconseguir també sotmetre'ls.

## Conquesta de Sabària i dels Sappi
Després de la mort de Liuva I, va dirigir les seves accions a la zona nord-oriental del regne. El mateix any 573 va ocupar Sabària, va dominar als Sappi i les fonts diuen que va sotmetre "la província mateixa", misteriosa referència que sembla referida a l'antic convent jurídic d'Asturica (Astorga) que abraçava Astúries i Lleó fins al Duero. Sembla probable que els Sappi fossin una tribu àstur, i Sabària (o Sabòria) fora un govern local de la zona del Duero, amb seu en Sabor; sotmesa Sabària, al costat de l'Ebre, Leovigild prosseguiria cap al nord, vencent als Sappi, que serien un altre govern local (potser tribal) més al Nord, fins que la resta del territori àstur (segurament governat per la noblesa terratinent) es va sotmetre. Tots aquests territoris havien pertangut als sueus fins al 457, però la seva evolució posterior és incerta, i sembla probable que s'haguessin independitzat, car a mitjans del segle V els grans propietaris es mostraven clarament hostils als sueus.

## Cantàbria
El 574 Leovigild va penetrar a Cantàbria, que estava sent saquejada per enemics no identificats (evidentment els vascons), va prendre Amaya i va posar sota el seu control la "província" és a dir el territori de Cantàbria. Brauli en la seva obra "Vida de San Emilià" esmenta la matança del Senat de Cantàbria un dels membres del qual s'anomenava Abundantius. Aquest Senat constituïa probablement el govern territorial, integrat per la noblesa terratinent hispanoromana, i probablement existia des de l'any 409 o en tot cas des dels últims temps de l'Imperi. Sant Emilià creia que a l'Estat independent de Cantàbria hi havia assassinats, robatoris, incests, violències i un gran nombre d'altres vicis. Segurament els assassinats, robatoris i violències havien de ser provocats per les incursions dels vascons des de l'actual Euskadi. Altres aspectes del desgrat causat l'eremita podien deure's al predomini del paganisme.
El rei sueu Miró va començar a témer per la seguretat del seu territori, i va enviar ambaixadors al rei franc Gontran, que van ser interceptats per un altre rei franc, Khilperic.

## Aspidius
El 575 Leovigild va penetrar a les muntanyes d'Ourense, que aparentment haurien d'haver estat sota control del rei dels sueus, però on pel que sembla, a cavall entre els territoris actualment lleonesos on els visigots fins i tot no havien establert el seu poder abans del 573 (i que es devien independitzar després de 457) i les terres del Regne dels sueus, havien sorgit senyorius locals de vinculació incerta probablement iniciats després del 457, al debilitar-se el regne sueu, i consolidats posteriorment fins a aconseguir una independència efectiva (el Regne Sueu no havia intentat combatre amb els visigots ni tan sols en els moments de major debilitat d'aquests, amb Atanagild, quan altres rivals aparentment menys poderosos s'atrevien al desafiament, i tampoc consta que en cap moment intentessin sotmetre les regions àstur-lleoneses, que abans els havien pertangut i després van autogovernar-se, ni Cantàbria on en canvi penetraven els vascons).
En aquesta zona Leovigild va fer presoner a un senyor local (loci senior) anomenat Aspidius, juntament amb la seva dona i fills, i s'apoderà dels seus dominis. Aspidius governava pel que sembla sobre un poble conegut per araucons o aregenses, que van donar nom a les muntanyes de la zona.

## Guerra amb els sueus
No sabem si va ser a conseqüència d'això que es va iniciar el 576 una guerra amb els sueus o, com sembla més probable, la conquista del domini d'Aspidius fora ja el primer episodi, després de la qual Leovigild continuaria la seva progressió. El rei sueu Miró (570-582) va sol·licitar la pau, probablement basada en un reconeixement del poder visigot en els dominis d'Aspidius i potser altres territoris, accedint a ella Leovigild.
Va poder influir en l'ànim del rei Leovigild el conèixer la notícia de la rebel·lió dels pagesos de l'Oròspeda Occidental (Sierra Morena), encara que és també probable que la rebel·lió de Sierra Morena fora o ben una continuació o represa de la rebel·lió dels pagesos del territori cordovès, o bé l'episodi final de la conquista de la Bètica no romana d'Orient.

## Rebel·lió a Sierra Morena
Després d'ajustar-se la pau amb el sueus (577) va marxar contra els pagesos (rustici) rebel·lats o insubmisos i els va prendre diverses ciutats i fortaleses, aconseguint pacificar la zona, però quan l'exèrcit es va retirar la rebel·lió es va reprendre. El mateix havia passat abans: entre el 573 i el 575 forces godes van liquidar la resistència dels pagesos i terratinents bètics de la zona de Còrdova i Granada però a l'abandonar les forces godes la regió per acudir a la guerra amb els sueus (576) els terratinents i els seus colons i esclaus van reprendre la rebel·lia obligant al rei a acudir en persona; controlada la situació al disposar de forces importants (577), de nou es va cometre l'error de donar per pacificat el país. Al córrer la notícia de la sortida del rei els rebels s'alçarien de nou. Les fonts parlen de la seva posterior submissió per forces godes (sense esmentar al rei) que segurament romanien a la zona per assegurar el control.

## Leovigild pacifica els seus dominis
Després del 578 el rei va poder donar el país per pacificat i sota control. Sotmesos els rebels i els territoris que escapaven al domini visigot; assegurada la frontera de Septimània i la del Regne dels sueus, i reduïdes les possessions romanes d'Orient, sol els vascons desafiaven al rei. Els magnats gots (o hispanoromans) que se li podien oposar van ser pel que sembla eliminats (diu Isidor de Sevilla que va matar o exiliar als més poderosos i nobles del regne, i Gregori de Tours que va matar a tots aquells que tenien per costum assassinar els reis).

## Fundació de Recòpolis
Va fundar, segurament després del 580, una ciutat en l'actual província de Guadalajara, a la qual va donar el nom grec de Recòpolis (pel seu fill menor Recared), pel que sembla sobre una aldea ja existent, però mai va arribar a prosperar el suficient per arribar a ser seu d'un bisbat. Joan de Biclar situa l'esdeveniment després de la seva campanya del 577, cap al 578. En el text pot llegir-se: "Després de destruir en tota Hispània als usurpadors i saquejadors, el rei va tornar a la seva residència per descansar entre els seus, i va edificar una ciutat en Celtibèria a la qual va donar el nom de Recòpolis pel seu fill, adornándola amb muralles i edificacions, i decretant la seva conversió en una nova ciutat".

## Hermenegild i Ingundis
El 579 el seu fill Hermenegild es va casar amb la princesa franca Ingundis, filla del rei Sigibert I i de Brunequilda, que al seu torn era filla de Atanagild i de Gosuinda (segona dona de Leovigild), neta per tant de l'actual dona del rei. La princesa va passar, a la seva vinguda al regne, per la província de Septimània, i es va detenir a Agde on era Bisbe Fronimi (Fronimius), un gal de Bourges que havia emigrat a la regió en temps de Liuva I, havent estat consagrat després bisbe de la ciutat. Fronimius va alliçonar a la princesa perquè no es deixés convertir a l'arrianisme, i Leovigild va tenir notícies d'això. Posteriorment Ingundis es va negar reiteradament a convertir-se en arriana, però malgrat tot el rei va confiar a Hermenegild el govern regi de la província Bètica, amb residència en Hispalis (Sevilla), mentre Recared va rebre pel que sembla el govern de la zona fronterera amb els sueus i després amb els francs.

## Rebel·lió d'Hermenegild
Es creu que Hermenegild no va tardar a ser arrossegat al catolicisme per la seva dona i sobre per Leandre de Sevilla, germà d'Isidor de Sevilla, que segurament seria ja el bisbe de la ciutat el 579. La seva conversió religiosa implicava (per la seva condició de presumpte hereu) una rebel·lia política (últims mesos del 579). Joan de Biclar culpa a la reina Gosuinda (que era arriana) d'instigar la rebel·lió del seu fillastre, aparentment per assegurar un tron per als seus descendents (Gosuinda va tenir dues filles; Galsuinda, que va morir sense descendents del seu enllaç amb Khilperic de Soissons; i Brunequilda, que va tenir tres fills: Khildebert, rei d'Austràsia; Clodosinda, casada amb el rei Autari de Longobardia; i Ingundis); però el casament d'Ingundis amb l'hereu ja assegurava el tron i no s'aconsegueix comprendre el motiu que va poder induir a la reina, sobretot tenint en compte les males relacions que sostenia amb Ingundis, a la qual no havia aconseguit convèncer, ni tan sols sotmetent-la a forts vexacions, que es convertís a l'arrianisme.

## Presumpta conversió d'Hermenegild
Se suposa a Hermenegild convertit al catolicisme immediatament després de la seva arribada a Sevilla, en el mateix any 579, adoptan amb tal motiu el nom de Iohannes (Joan). Però tal conversió no és ni de bon tros segura. Fa la sensació que Hermenegild actuava amb massa rapidesa. La conversió del príncep s'atribueix a Leandre de Sevilla, probablement bisbe de la ciutat, però no sabem si Leandre era a Sevilla el 579. Leandre estava a Constantinoble el 579 en el moment en què el futur papa Gregori va arribar a la ciutat com a legat papal de Pelagi. El seu retorn a Hispània va haver de produir-se per tant en el mateix 579, però és més probable que fora després d'aquesta data, segurament en el 581 o posteriorment. Segons Isidor de Sevilla, va ser el seu germà Leandre qui va convertir al príncep, però Leandre s'entrevistà amb Gregori a Constantinoble, i després Gregori va assegurar que s'havia assabentat de la conversió ja sent Papa, per uns viatgers hispans que van arribar a Roma. Com Gregori no va tornar a Roma fins al 585 la conversió va haver d'efectuar-se entre el 579 i el 585. Si realment va ser Leandre qui le va convertir (mèrit que Isidor podria haver atribuït al seu germà portat d'un afany de protagonisme, quan ja el regne era catòlic) la data més probable és el 582 i no abans del 581. Si la conversió va ser tardana, la rebel·lió hagués tingut altres motius, i el seu caràcter religiós seria posterior, potser forçat per la necessitat d'Hermenegild de trobar suports, encara que en aquest cas hauria de suposar-se que una part important dels gots ja s'estaven convertint al catolicisme i que una mesura com l'adoptada no anava a perjudicar-lo més que a beneficiar-lo.

## Estat pre bèl·lic
Els intents d'evitar la lluita per part de Leovigild van ser vans (580). Van passar diversos mesos sense hostilitats enmig d'intents de pacte, que sols van servir per endarrerir l'expedició contra els vascons. El Bisbe d'Agde, Fronimius, potser acusat de ser el responsable de tot, va rebre informacions que es planejava el seu assassinat (informacions probablement falses, difoses per espantar al Bisbe) i va abandonar la seva seu, passant a territori franc (on vuit anys després va ser consagrat bisbe de Vence).
Encara que seria la conversió al catolicisme el que va implicar la rebel·lió d'Hermenegild contra el seu pare, les conversions de gots no eren excepcionals (es coneixen diversos casos, i segurament havien augmentat els últims anys, sent de destacar el cas del bisbe got de Mèrida, Massona) i de cap manera pot considerar-se la seva rebel·lió com un aixecament catòlic. De fet les fonts catòliques peninsulars (Joan de Biclar i Sant Isidor) ni tan sols esmenten el fet que el príncep fora un convers catòlic (Sant Isidor tampoc esmenta la seva mort), però això va haver de ser a causa d'un silenci tàcit imposat pel seu pare i respectat per Recared (o establert pel mateix Recared després de la seva conversió, per ometre que no va estar al costat del seu germà catòlic sinó del seu pare arrià, o que el poder catòlic procedia indirectament d'una rebel·lió contra el rei legítim), car Gregori de Tours atribueix a la rebel·lió un clar sentit catòlic. Encara que ambdós contendents plantegen en les seves monedes i segurament en la seva propaganda, el suport diví a la seva causa, al costat d'Hermenegild van combatre gots catòlics (i molts hispanoromans catòlics), mentre que al costat de Leovigild lluitarien gots arrians. El mite del màrtir catòlic comença a prop de l'any 700 quan Valeri del Bierzo l'inclogué en una llista de màrtirs (encara que abans ja havia rebut aquesta qualificació el 594 del Papa Sant Gregori Magne). No es pot parlar d'una persecució de catòlics durant la rebel·lió (i llevat de l'incident del 577 amb Joan de Biclar no hi ha cap notícia d'hostilitat cap als catòlics abans d'ella, el que fa suposar que la data de l'incident, facilitada per Isidor de Sevilla, era incorrecta segurament en cinc anys i s'hauria produït el 582 potser per un suport més o menys actiu de Joan cap a Hermenegild), sinó sol d'alguns rebels catòlics que a títol personal havien donat suport a Hermenegild.

## El Sínode arrià
L'any 580 Leovigild va convocar un Sínode de bisbes arrians que va tenir lloc a Toledo, en el qual es va suprimir l'obligació del nou baptisme per als catòlics que es convertien a l'arrianisme (cosa que havia dificultat seriosament les conversions), bastant en la successiu la imposició de mans, la comunió i la glorificació de Déu pel convers segons la fórmula arriana (Gloria al Pare a través del Fill i en l'Esperit Sant). Sembla que la mesura va tenir un ràpid efecte, i que bon nombre de clergues i seglars catòlics passessin a l'Església arriana, incloent el bisbe de Saragossa Vincentius (Es donava per fet que allà on el bisbe passava a l'arrianisme, els seus fidels le seguien majoritàriament doncs no podien discernir les subtileses teològiques que separaven els dos grups). Aquestes mesures no obstant això no podien afectar el camp enemic: si estaven dirigides a la població hispano-romana eren inútils, car les conversions, per nombroses que fossin, no alterarien pràcticament la proporció; si estaven destinades als gots partidaris d'Hermenegild, jugaven altres factors com la lleialtat personal, les prebendes, el lideratge, la coacció, el suborn, etc. o que aquests gots fossin conversos catòlics, i no cabria esperar que poc després de canviar de religió tornessin a l'arrianisme. Per tant, la finalitat última del Sínode va haver de ser una altra: ampliar la base social dels arrians. Leovigild s'apercebria que un percentatge no menyspreable de gots passava a la religió catòlica, i desitjaria que el nombre de catòlics que passaven a l'arrianisme (que seria semblant al nombre d'arrians que passaven a catolicisme) fos superior. La idea de Leovigild seria que tots els gots fossin arrians (per això les úniques mesures d'hostilitat contra els catòlics que se li coneixen ho són contra gots conversos, o clergues gals) i que la població "romana" es dividís entre arrians i catòlics, dificultant així futures rebel·lions.

## La gran expedició vascona del 581
Els vascons, sabedors de la revolta, es va unir i van formar un exèrcit que va descendir en la primavera del 581 per la Vall de l'Ebre, i amb la seva salvatgia característica, va devastar tota la Tarraconense amb excepció d'algunes ciutats emmurallades. Encara que no sabem que territoris van assolar, si se sospita que van arribar al mar, i és possible que arribessin a prendre Roses. Els vascons descendirien seguint l'Ebre (sense creuar-lo), fins a la rodalia de Cesaraugusta (vers l'abril), zona que coneixien perfectament i que havien saquejat repetidament, i des d'allà ascendirien de nou (aproximadament el maig) cap a les zones muntanyoses, buscant la seva pròpia seguretat, car els comtes gots de la zona havien de disposar de tropes (un comte aquesta obligat a mobilitzar uns mil homes, i el de Saragossa possiblement podia fer-ho). Avançat maig passarien per la regió d'Osca segurament també víctima dels seus saquejos en ocasions anteriors, i ja a prop de l'estiu (juny) seguirien la serralada Pirinenca fins a arribar al mar a la zona de Juncaria (La Jonquera) i Rhoda (Roses), assolant les terres lleidatanes seguint la Vall del Segre, i les terres gironins seguint el riu Ter i potser les comarques barcelonines recorrent el Llobregat (estiu). Una moneda encunyada a Roses entre el 580 i el 584 porta la inscripció Cum Deo intravit Rodam, la traducció de la qual seria "Amb (l'ajuda de) Déu va entrar (el rei) a Roses". La ciutat de Roses no és probable que s'hagués declarat per Hermenegild ni consta cap atac franc i, per tant, s'hauria d'atribuir la seva conquesta als vascons.

## Leovigild a la zona llevantina

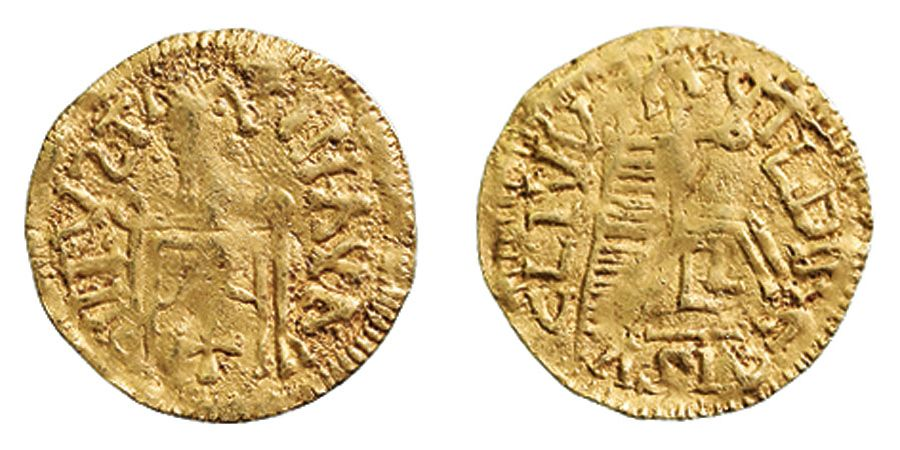
Moneda encunyada durant el seu regnat.

L'any 581 se sap que el rei va estar a la zona llevantina, entre Sagunt i Cartagena, en campanya suposadament contra Hermenegild. Els seus soldats van saquejar el monestir de Sant Martí, i Leovigild va tornar tot allò robat. S'ha suposat que Leovigild combatia a la zona a Hermenegild, però no sabem que cap ciutat tan allunyada s'hagués declarat a favor del príncep rebel. Tampoc podia estar pensant en un atac a la Bètica des del Llevant, car hauria de travessar o deixar a la seva esquena territoris romans d'Orient (i els romans d'Orient donaven suport a Hermenegild). Des de Saguntum (Sagunt) o Valentia (València) una calçada romana ascendia al Nord en direcció a Dertosa (Tortosa), Tàrraco (Tarragona), Barcino (Barcelona), Gerunda (Girona) i Rhoda (Roses), mentre que al sud portava a Cartago Nova (Cartagena). Però a no molta distància a l'interior es trobava la via que des de Cesaraugusta (Saragossa) conduïa a Laminium (ciutat desapareguda pròxima a Argamasilla de Alba en l'actual província de Ciudad Real). Una via enllaçava Toletum (Toledo) amb Morum (que no ha de confondre's amb una ciutat homònima situada uns vint quilòmetres a l'oest d'Ilorcis, avui Llorca) i Morum enllaçava amb Laminium. Des d'aquesta ciutat la via es prolongava en direcció oest cap a Emerita (Mèrida). Sembla probable que Leovigild sortís amb les seves tropes de Toledo dirigint-se llavors a Morum i a Laminium, donant un cert volta (doncs una altra via més curta enllaçava a Toledo amb Mèrida) bé per la seva falta de desig de combatre el seu fill, bé per donar temps a unes negociacions d'última hora, o bé per controlar els partidaris d'Hermenegild.
Si els vascons es dirigien a la zona costanera (i és molt probable que així fora) la millor manera d'arribar a ella era seguir la via des de Laminium a Saltici (la seva identificació és poc segura, però en tot cas no estava molt lluny de Chinchilla de Monte-Aragón), i un poc al nord d'aquesta ciutat, aconseguir la via costanera seguint la vall del riu Sucro (Xúquer) fins a la ciutat de Sucro, al sud de Valentia (València). De Sucro les forces de Leovigild ascendirien a València, Sagunt, Dertosa, Oleastrum (identificada amb Cambrils), Tàrraco, Barcino, Secerras (Gualba), Gerunda (Girona) i la mansió de Cinniana (Cervià) ja a la zona devastada (o ocupada) pels vascons.
No se sap com es van desenvolupar els combats contra els vascons. El rei va arribar a la zona que els vascons havien estat saquejant i de la que havien pres algunes ciutats menors, i potser els va sorprendre a Roses. Després segurament va tornar a Tàrraco i des d'allà avançaria per la calçada que unia la capital provincial amb Cesaraugusta, on va arribar vers el setembre i a finals de mes era a territori dels vascons. No va trobar resistència. La majoria dels vascons que havien participat en la gran expedició havien tornat a les seves muntanyes i s'havien escampat; altres havien mort; altres fins i tot estaven realitzant el trajecte; en tot cas cap s'acostaria a l'exèrcit visigot. Així Leovigild arribaria davant Pamplona que no va oposar resistència. Els terratinents no eren del tot hostils als visigots o no tenien intenció de posar en perill totes les seves propietats (i no sol els dos terços) combatent (per mitjà d'esclaus o colons poc preparats) amb un enemic al qual no podien vèncer, i els guerrers estaven absents. Els territoris dels voltants, dominats pels grans propietaris, tampoc van oferir resistència. Segurament fins i tot en algunes hisendes els propietaris acollirien als visigots amb satisfacció (era millor un terç de la propietat produint, que tota la propietat improductiva). L'octubre Leovigild va marxar cap a les muntanyes de l'Oest i cap a la depressió basca, on s'havien retiraven la major part dels vascons que havien pres part en l'expedició. Segurament seguia la via de Pamplona a Tritium. Leovigild comprendria a l'arribar a Aracilium (amb muntanyes als dos costats) que no podia perseguir als vascons per les muntanyes doncs els seus enemics coneixien el terreny i no sols haguessin pogut jugar a fet i amagar i eludir als visigots, sinó que podien preparar emboscades. Quan va arribar a la depressió basca va comprovar que no havia fortaleses per controlar-la. L'hivern es tirava a sobre i calia deixar solucionat el tema dels vascons per a l'any següent. Probablement a les planes d'Àlaba va decidir establir una fortalesa que permetés controlar alhora les muntanyes de l'Oest de Navarra (al peu dels vessants occidentals s'ubicaria la fortalesa) i la zona de la depressió basca (doncs la fortalesa tallava o dificultava als vascons d'Euskadi el camí cap al Vall de l'Ebre). A aquesta fortalesa li va dir Victoriacum, en record de la victòria obtinguda, i encara que podria tractar-se de l'actual Vitòria, realment no ha pogut ser identificada. Una via no gaire llunyana portava a Saragossa i des d'aquesta podia dirigir-se a Mèrida (via Toledo). La mateixa via, en direcció Oest, portava a Astorga, i des d'allà podia descendir fins a Mèrida.

## Reconquesta de Lusitània i intervenció dels sueus
A l'any següent (582) Leovigild va decidir per fi marxar contra el seu fill. Mèrida va ser ocupada, així com les places de Lusitània que eren lleials al seu fill. Després va marxar contra la Bètica, atacant Sevilla.
En aquesta situació va intervenir el rei sueu Miró, però no se sap per quin bàndol. Segons uns va marxar amb un exèrcit en ajuda del seu aliat Hermenegild. Segons altres Miró era vassall de Leovigild des del 576 i acudia com obligació cap al seu senyor.
Tampoc no es coneix el resultat: segons uns els sueus van ser assetjats i Miró va haver de rendir-se i jurar fidelitat al rei visigot Leovigild. Segons altres Miró va arribar amb les seves tropes, va prendre part en les operacions i contribuí a prendre Sevilla.
Joan de Biclar assegura que es va permetre a Miró entrar a Sevilla, on va morir poc després (583), però Gregori de Tours afirma que es va retirar als seus dominis a Galícia on va morir aquest mateix any. Per a Isidor de Sevilla, en la seva Història dels sueus, i per a Joan de Biclar, Miró va acudir en ajuda de Leovigild. Segons Gregori de Tours, ajudava a Hermenegild.

## Conquesta de Sevilla i fi de la rebel·lió d'Hermenegild
Leovigild va prendre algunes fortaleses o ciutats dels voltants de Sevilla (en la presa d'Itàlica va repetir en una moneda la fórmula emprada en Roses, Cum Deo obtinvit Etalica) i va estrènyer el setge de Sevilla. El riu Guadalquivir va ser bloquejat per a impedir subministraments a la ciutat (hivern del 582 al 583).
En situació tan desesperada Hermenegild va demanar l'ajuda dels seus aliats romans d'Orient, que fins aleshores sembla que havien romàs inactius; l'acord amb els romans d'Orient no implicava la cessió de territoris i com els grecs disposaven de poques forces, sol es va ajustar un pacte d'intervenció en els combats en moments decisius deixant la qüestió territorial per més endavant; ara els romans d'Orient havien d'actuar però probablement no tenien moltes esperances de victòria del rebel i van acceptar un suborn de Leovigild, de manera que van abandonar Hermenegild a l'iniciar-se la batalla.
Derrotat Hermenegild va fugir cap a la província romana d'Orient d'Espània, encara que va acabar finalment a Còrdova, mentre Leovigild prenia per assalt Sevilla (estiu del 583), emetent-se llavors una moneda amb la inscripció Cum Deo Optinvit Spali.

## Conquesta de Còrdova
Leovigild es va presentar finalment davant Còrdova, que va prendre sense gaire dificultats a l'hivern del 583 al 584 (vers febrer del 584). El mateix Hermenegild, refugiat en una església cordovesa, va caure a les seves mans (el seu germà Recared el va convèncer perquè es lliurés). Durant la guerra, amb cert caràcter religiós, cada contrincant al·legava el suport diví; però ara, havent acabat la lluita, Leovigild ja no va citar a Déu en la moneda que va emetre per commemorar la presa de Còrdova, en la qual es llegeix: Cordoba bis optinvit és a dir "Còrdova per segona vegada presa".

## Mort d'Hermenegild
El fill rebel va ser enviat desterrat a València (584), i després a Tarragona (585). Intimidat pel seu pare a abandonar el catolicisme, Hermenegild sembla que es va negar. El rei va haver d'ordenar al got Sisbert que l'assassinés, el que aquest va complir. Sisbert vivia a l'inici del regnat de Recared i és molt improbable que Leovigild l'hagués deixat amb vida d'haver assassinat a Hermenegild sense mitjançar una ordre reial.

## Relacions amb els francs
Mentre es portava a terme la guerra contra el catòlic Hermenegild, l'arrià Leovigild negociava amb el catòlic Khilperic de Soissons (Nèustria) per concertar l'enllaç de Recared amb la filla del rei franc, anomenada Rigunthis. Leovigild s'assegurava així la neutralitat del franc. Khilperic va morir el 584 i el seu jove fill Clotari va quedar sota regència de Gontran de Borgonya. L'enllaç de Recared amb la princesa Rigunthis no es va dur a terme.
Khildebert d'Austràsia, i més concretament la regent Brunequilda (doncs el jove rei havia nascut cap al 570) amenaçava amb la guerra, primer per les vexacions infligides a la seva germana Ingundis, i després per ajudar al seu cunyat, però per causes que desconeixem, no arribà a concretar els seus possibles desitjos en fets. Les relacions familiars entre Brunequilda, Khildebert, Ingundis i Leovigild van influir en els fets.
El 580 Austràsia i Borgonya van entrar en guerra per la possessió de Marsella. Nèustria es va aliar als austrasians i va ocupar part de l'Aquitània borgonyona, encara que no la Novempopulània, però a l'any següent Brunequilda, hostil a Nèustria, va aconseguir trencar l'aliança amb l'esmentat regne i fer la pau amb Borgonya, que mesos després es va aliar a Nèustria. Austràsia per tant va estar en guerra amb Borgonya (580) i més tard amb Nèustria (584), que va obtenir el suport de Borgonya (Gontran va ser primer aliat i després regent de Nèustria). Simultàniament un noble anomenat Gondobald o Gondovald (presumpte fill del que va ser rei de Soissons, Clotari I) reclamava el tron de Nèustria (per les armes i amb suport d'alguns nobles) provocant una guerra civil. Gontran va renunciar a la regència de Nèustria i es va aliar a Austràsia.
Gontran de Borgonya, a l'assabentar-se de la mort d'Hermenegild i de la seva dona Ingundis (que estava refugiada a la província romana d'Orient, morint després durant el trasllat a Constantinoble, a l'Àfrica o Sicília) va mobilitzar les seves forces per ocupar Septimània (585). Però llavors va haver d'ocupar-se de la guerra que, aliat a Austràsia, va sostenir contra Gondovald, el pretendent al tron de Nèustria, que s'havia proclamat rei dels francs i d'Aquitània), al qual va derrotar.
Finalment dues columnes borgonyones van envair la província Narbonense; una d'elles va prendre Carcassona però la mort del seu comandant va provocar la seva retirada, i durant ella van ser objecte de diverses emboscades visigodes; l'altra va saquejar la regió de Nimes, però no va poder apoderar-se de la ciutat, encara que si van ocupar una altra (el nom de la qual no es coneix). Recared va dirigir la resistència i va aconseguir mantenir amb eficàcia l'aprovisionament de les ciutats, mentre els francs, a l'haver devastat els camps, no tenien provisions, i van haver de retirar-se. Recared va passar a l'ofensiva i va ocupar la fortalesa de Cabaret, prop de Carcassona, i la ciutat d'Urgernum (Beaucaire), pròxima a Arle, arribant fins i tot als voltants de Tolosa. A l'any següent (586) Recared va tornar a penetrar en territori de Gontran (que havia rebutjat una oferta de pau) però les operacions van ser més limitades.

## Conquesta del Regne dels sueus
El 583 el rei sueu Eboric, fill i successor de Miro, va signar un tractat de pau amb Leovigild (segons Gregori de Tours). Vers l'any 584 el rei sueu va ser destronat pel seu cunyat Andeca (Odiacca) i tancat en un monestir. Leovigild va reaccionar i el 585, simultàniament a la guerra amb Borgonya (que va portar el seu fill Recared) va envair el Regne dels sueus, va devastar Galícia i va capturar a Andeca al qual va fer tonsurar (el que l'inhabilitava per regnar) i el va enviar a Pax Julia (Beja). A més les naus que feien les travessies comercials entre Galícia i territoris francs pertanyents a Gontran de Borgonya van ser destruïdes. El tresor real sueu va caure a poder del vencedor, i Galícia va passar a ser possessió visigoda convertint-se en una nova província.
Només va sortir Leovigild del país, els sueus es van rebel·lar i van aclamar com rei a un noble anomenat Malaric. Però la rebel·lió va ser sufocada per forces visigodes sense que calguera la intervenció de Leovigild.

## Mort del rei

Regne visigot a la mort de Leovigild, indicant les seves campanyes.

Leovigild va morir a la primavera del 586 (entre el 13 d'abril i el 8 de maig). El va succeir el seu segon fill Recared.